# 海門区
海門区（かいもん-く）は中華人民共和国江蘇省南通市に位置する市轄区。

## 地理
平地で海抜2.5から5.2メートル。亜熱帯湿潤気候に属する。年平均気温は15度℃、日照時間は2250時間、無霜期は230日前後。

## 歴史
唐代以降、長江河口に中洲が形成されるようになり、五代十国時代の958年（顕徳5年）には面積の拡大した中洲地帯に後周が海門県を設置した。明代になると長江の堆積により県治が東洲より徐澗に移転、海門県は廃止となり通州に統合、旧海門県域は静海郷が設置された。清代になると長江北岸に新たな加奈洲が出現、1768年（乾隆33年）には江蘇省直隷庁とされた。
中華民国が成立すると州庁が廃止となり、1912年（民国元年）に海門県が設置される。中華人民共和国が成立すると海門県は蘇北政区南通区（1953年に江蘇省に移管、1955年に南通専区、1971年に南通地区、1983年に南通市と改称）の管轄とされた。1994年6月、県級市に改編された。2020年7月、市轄区に改編され現在に至る。

## 行政区画
下部に3街道、9鎮を管轄する。また別に省級の経済開発区が1箇所設置されている。
- 街道：海門街道、三廠街道、浜江街道
- 鎮：常楽鎮、悦来鎮、四甲鎮、余東鎮、正余鎮、海永鎮、包場鎮、臨江鎮、三星鎮
- 省級経済開発区：海門経済技術開発区

## 交通
- 上海虹橋国際空港や上海浦東国際空港まで車で2から2.5時間、南通空港まで30分の距離である。
- 崇海大橋：崇明島と海門区を結ぶ橋の計画がある。指揮本部が2006年5月に設立された。
- 蘇通大橋：南通市と蘇州を連絡する。
- 寧啓線：南京-啓東間の鉄道。東に延長して海門市に通る予定である。

## 方言
呉語に属する「啓海話」と「通東話」が行われている。

## 教育
- 江蘇省海門高校
- 海門区海南高校
- 海門区東洲高校
- 海門区東洲小学校
- 海門区実験小学校
- 海門区中心小学校